# Etropus delsmani pacificus
Etropus delsmani pacificus is een ondersoort van de straalvinnige vissen uit de familie van de schijnbotten (Paralichthyidae). De wetenschappelijke naam van de soort is voor het eerst geldig gepubliceerd in 1963 door Nielsen.